# Kamenný vrch (Žďárské vrchy)
Kamenný vrch je vrchol v pohoří Žďárské vrchy (802,5 m). Nachází se 4 km západně od obce Herálec a 7 km západně od Devíti skal.
Vrchol kopce je zalesněný, bez výhledu.